# Josef Nawrocki

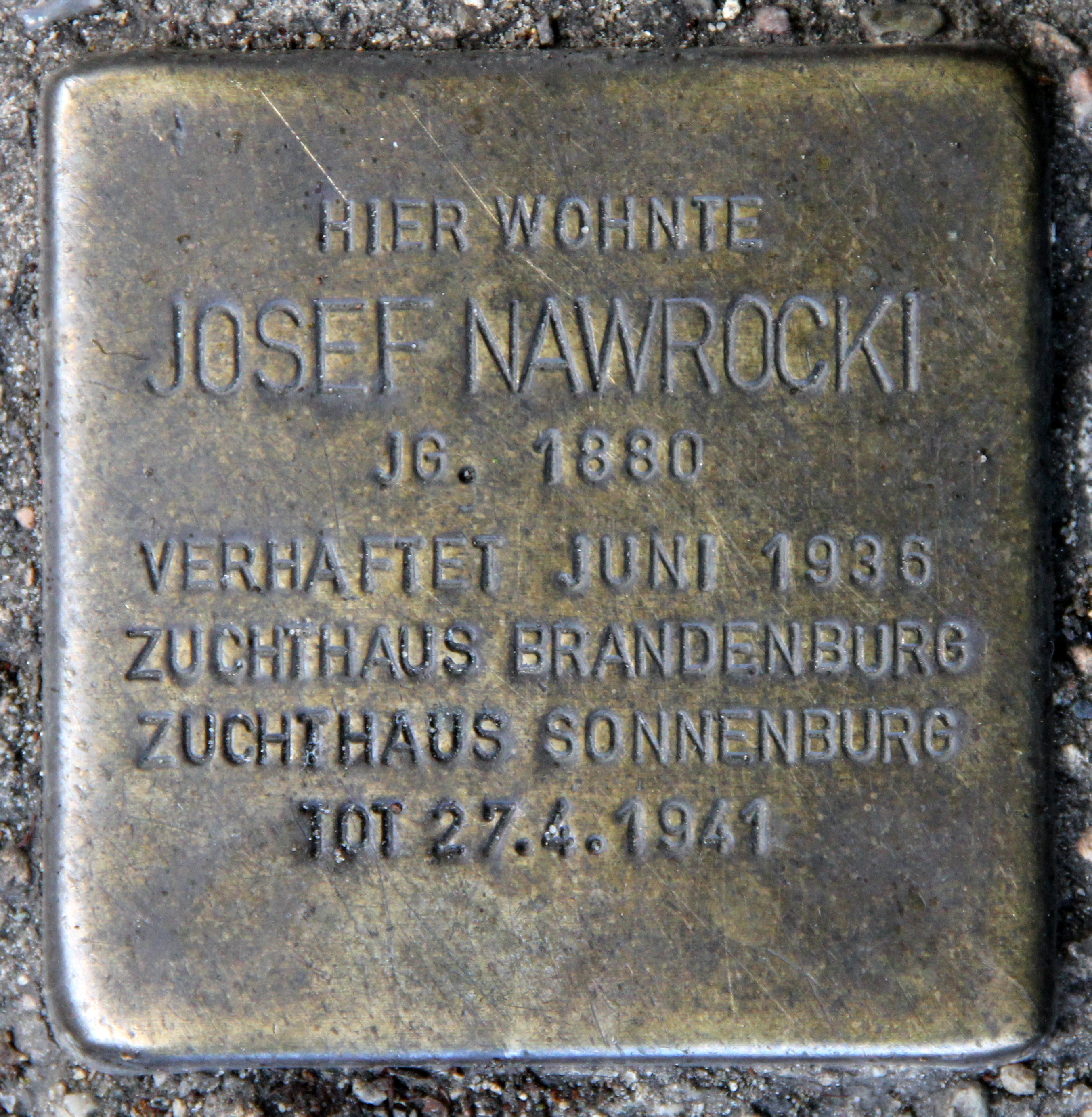
Stolperstein vor dem Haus, Straßburger Straße 24, in Berlin-Prenzlauer Berg

Josef Nawrocki (* 10. Februar 1880 in Adelnau; † 27. April 1941 in Sonnenburg) war ein deutscher Kommunist und Widerstandskämpfer gegen das NS-Regime.

## Leben
Nawrocki war seit 1898 Mitglied der SPD. Während des Ersten Weltkriegs wurde er Mitglied der USPD, deren linker Flügel sich im Dezember 1920 mit der KPD vereinigte. Von 1921 bis 1923 war er für die KPD Stadtverordneter in Berlin. 1923 wurde er in die KPD-Bezirksleitung Berlin-Brandenburg und in die Bezirksverordnetenversammlung in Köpenick gewählt.
1926 wurde er zur Zentrale der Kommunistischen Internationale in Moskau delegiert und war dort für das Exekutivkomitee  auf dem Gebiete der Landarbeiter- und Bauernbewegung tätig. 1928 kehrte er nach Deutschland zurück und wurde Mitglied der KPD-Bezirksleitung Ostpreußen. Später übernahm er Funktionen in der für das Pressewesen zuständigen Abteilung Agitprop der KPD in Berlin. Nach Errichtung der NS-Diktatur und der Umstellung der KPD-Strukturen auf eine Tätigkeit im Untergrund leitete er die illegalen Parteiorganisationen in den nördlichen Stadtbezirken Berlins. Im Juni 1936 wurde Nawrocki von der Gestapo verhaftet und zu einer achtjährigen Zuchthausstrafe verurteilt, die er bis zu seinem Tod infolge der Haftbedingungen im Zuchthaus Sonnenburg verbrachte.

## Ehrungen
- 1958 wurde in Berlin-Friedrichshagen die Josef-Nawrocki-Straße nach ihm benannt.[1]